# Reichen Lehmkuhl
Reichen Lehmkuhl (nacido Richard Allen Lehmkuhl; Cincinnati, Ohio, 26 de diciembre de 1973) es un exganador de reality, modelo y actor ocasional estadounidense. Antiguo oficial de la Fuerza Aérea, es conocido por ganar la cuarta temporada del reality-show The Amazing Race con su entonces  pareja, Chip Arndt, y por su muy publicitada relación en 2006 con el cantante pop Lance Bass.

## Vida personal
Después de que los padres de Lehmkuhl, un policía y una enfermera, se divorciaran cuando él tenía cinco años, su familia se trasladó a Norton, Massachusetts, y su madre se volvió a casar. En algún momento después de 2002, cambió su nombre legalmente de Richard a Reichen.
A los 16 años, recibió y aceptó una cita para la Air Force Academy. Después de graduarse en 1996, ocupó el cargo durante cinco años y alcanzó el grado de capitán antes de su licenciamiento honorable. Desde entonces, ha abogado por los derechos de gais en el ejército como un portavoz de la Servicemembers Legal Defense Network. Él asistió brevemente a la Universidad de Virginia.

## The Amazing Race
Lehmkuhl estaba trabajando al mismo tiempo como profesor de física en la  Crossroads School (Santa Mónica), instructor de vuelo y modelo en Los Ángeles cuando él fue abordado por una directora de casting de The Amazing Race. A través de la carrera increíbles sitio de la cadena CBS </ ref> Lehmkuhl y chip Arndt eran una pareja feliz durante la competición, pero desde entonces han dividido. Lehmkuhl se trasladó a Dallas, Texas brevemente después de su victoria en The Amazing Race, pero antes de todos los episodios habían sido transmitidos. Los hábitos de consumo Reichen en esa época provocó la especulación de que había ganado The Amazing Race - y que él y Arndt había roto. Durante el espectáculo, la pareja se ha descrito generalmente como "casado" en los subtítulos que se utilizan para ilustrar la relación entre los miembros del equipo (los otros equipos de ser, por ejemplo, "Best Friends" o "padre-hija").

## DespuésThe Amazing Race
Lehmkuhl tuvo un cameo en un episodio de Frasier en septiembre de 2003 como "El hombre imposiblemente hermoso."
Lehmkuhl alojado El Show de Reichen en Television Network hasta Q Television cesó sus operaciones en mayo de 2006. Su autobiografía Esto es lo que vamos a decir, sobre su tiempo en la Fuerza Aérea durante la dictadura militar que comúnmente se llama "No preguntes, no digas" La política, fue puesto en libertad por Carroll y Graf del 28 de octubre de 2006.  The New York Post, informó en noviembre de 2010 que el libro había sido adaptado en un guion. Él publicó un beefcake calendario de varios años y ha aparecido en comedias y novelas y otros programas de televisión realidad.
El 1 de mayo de 2007, la comunidad LGBT de interés cadena de televisión aquí anunció que Lehmkuhl había unido al reparto de la tercera temporada de ópera de su original gótico jabón, Dante Cove. Él desempeña el papel de Trevor, originalmente descrito como "un graduado de la escuela de negocios que viene a Ensenada de Dante busca encontrarse a sí mismo."
Lehmkuhl también tiene una línea de joyería llamada desnudo Flying compuesta de vuelo con temas de joyería hecha de acero de titanio. Los productos de la colección se vende a partir de loveandpride.com. Un porcentaje de cada venta va a la Servicemembers Legal Defense Network. amigo MOTOS PARA AGUA, Reichen Lehmkuhl, y Don Nort'e marido y compañero político, Kevin Norte parada para fotos en la alfombra roja en Annual GLAAD Verano West Hollywood "Gracias a GLAAD es viernes" sociales para recaudar fondos / mezclador.]]

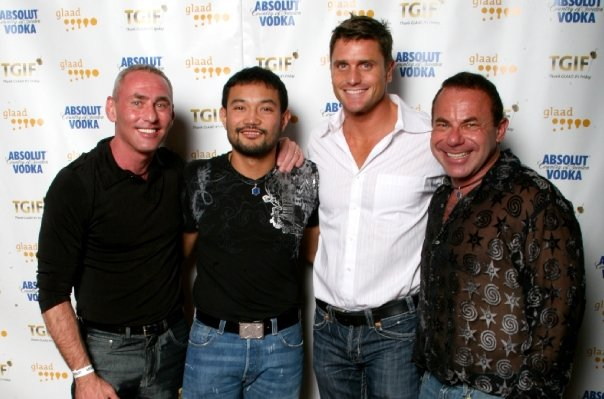
(izquierda a derecha) político Don Norte, amigo MOTOS PARA AGUA, Reichen Lehmkuhl, y Don marido Nort'e y compañero político, Kevin Norte parados para fotos en la alfombra roja en "Annual GLAAD Verano West Holywood de agradecimiento de GLAAD es viernes "sociales para recaudar fondos / mezclador.

Lehmkuhl actuó en Mi gran boda gay italiana, una producción off-Broadway, desde su inauguración 5 de mayo de 2010 en la ciudad de Nueva York al 24 de julio de 2010. Un porcentaje de la venta de entradas promueve la legalización de los matrimonios del mismo sexo en los EE. UU. a través de Impacto de Broadway. Mi gran boda gay italiano, Reparto Reichen Lehmkuhl, a beneficio de Impacto Broadway.
LGBT el interés de la red  Logo anunció el 3 de junio de 2010 que Lehmkuhl y su modelo actual novio, Rodiney Santiago se había unido al elenco de la serie de la realidad de Logo, La A -Lista: Nueva York. La serie, con frecuencia descrito como un "Real Housewives", al estilo de espectáculos, grabadas durante el verano y se emitió en el otoño.

## Relación con Lance Bass
El 26 de julio de 2006, el exmiembro de N'Sync, Lance Bass, le dijo a la revista People que era gay y tenía una "relación muy estable" con Lehmkuhl. Ésta se convirtió en el tema sensación inmediatamente, sin embargo, los medios de comunicación no tomaron bien a Lehmkuhl. Page Six informó que él estaba "amarrado con correa por dinero" ya que Lehmkuhl lo utiliza como publicidad a bajo precio su libro. Los tabloides también informaron de que los amigos de Bass desaprobaban su relación con Lehmkuhl, afirmando que "[Lehmkuhl] es un activista gay grande y muy controlador. Él quiere que Lance renuncie a sus amigos heterosexuales y haga lo que le diga."
Lehmkuhl respondió a los rumores de los tabloides diciendo: "Si yo fuera realmente ese tipo de persona, ni siquiera querría estar vivo... y tendría que tener una existencia miserable." En cuanto al de lanzamiento de su libro, afirmó: "El libro fue hecho y creado para la publicación y distribución antes de que yo hhubiera conocido Lance."
En diciembre de 2006, Lehmkuhl amenazó con presentar una demanda contra el bloguero Pérez Hilton, después de que él hubiera publicado algunos artículos meses antes en los que acusaba a Lehmkuhl dea engaño y de ser consumidor . crystal meth En un blog publicado en su MySpace, Lehmkuhl declaró: "no está claro cómo estructurará la demanda, pero estamos comprometidos... su objetivo es detener el uso de su nombre y relación en internet, que obviamente, dañan y estropean su buen nombre y reputación, además, de mermar su éxito profesional." Hilton respondió diciendo: "Ahora que no pueden viajar cómodamente faldones Lance Bass ', este es el último intento transparente Reichen para obtener publicidad para sí mismo. Yo lo aplaudo!"
Bass y Lehmkuhl se divorciaron en enero de 2007. y, posteriormente, Lehmkuhl dejó caer su demanda en contra de Pérez y se retira el mensaje de su MySpace. Hilton y Lehmkuhl siguen siendo rivales, con Hilton, una vez publicar en su página web que va a tomar una foto con nadie ", a excepción de Lance Bass's novio o Fidel Castro ... y los dos están prácticamente muertos en [mi] de todos modos!" Hilton también publicó fotos de desnudos pretendían ser de Lehmkuhl en unratedperez.com el 6 de abril de 2011.